# Ange Paulin Terver

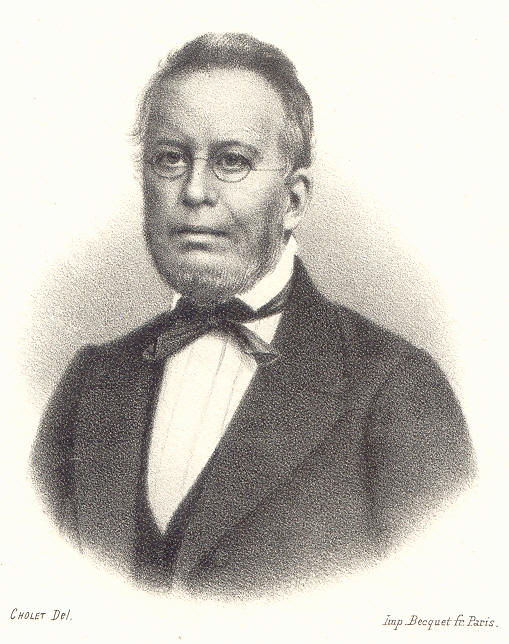
Ange Paulin Terver

Ange Paulin Terver (* 4. Oktober 1789 in Lyon; † 15. August 1875 in Fontaines-sur-Saône) war ein französischer Malakologe und Conchylien-Sammler.

## Leben
Terver interessierte sich früh für Entomologie. Er sollte Pionieroffizier und Ingenieur werden, musste aber mit 14 Jahren die Schule verlassen, nachdem sein Vater bei einem Schiffsunglück sein Vermögen verloren hatte. Danach kam er in Lyon durch harte Arbeit für den Unterhalt der Familie auf. Nebenbei entwickelte er sich zu einem führenden Malakologen mit einer großen Sammlung (ursprünglich Land- und Süßwassermollusken, später auch marine exotische Exemplare). Er trat mit führenden Malakologen in Verbindung, zum Beispiel mit dem bekannten Sammler Gaspard Louis André Michaud. Seine erste große Sammlung musste er aus finanziellen Gründen verkaufen.
Terver war 1849 bis 1872 Kurator der Zoologischen Sammlung der Linné-Gesellschaft von Lyon (Société linnéenne de Lyon). Von 1853 bis 1869 war er Sekretär der Kommission für Böden der Société d’agriculture de Lyon.
Eine Sammlung von Land- und Süßwasserschnecken von Tervier kaufte das Museum in Marseille (Musée de Marseille). Seine Conchylien-Sammlung von 22.000 Exemplaren stiftete die Familie nach seinem Tod dem Naturkundemuseum in Lyon. Arnould Locard veröffentlichte 1877 einen Katalog seiner Land- und Süßwasserschnecken-Sammlung aus der Umgebung von Lyon. Terver veröffentlichte 1839 einen Katalog von terrestrischen Mollusken aus dem französischen Nordafrika (Catalogue des Mollusques terrestres et fluviatiles observés dans les possessions françaises du nord de l’Afrique. Lyon). Er ergänzte auch 1831 Tafeln zur Naturgeschichte der terrestrischen Mollusken von Gaspard Louis André Michaud (Histoire naturelle des Mollusques terrestres et fluviatiles de la France), veröffentlichte über Fossilien im Löss (Notes sur les fossiles du lehm, 1860) und über Landschnecken der Gattung Helix.